# Fumarate d'ammonium
Le fumarate d'ammonium est un composé organique de formule (NH4)2(C2H2(COO)2). C'est le sel d'ammonium de l'acide fumarique. 
Il est utilisé comme régulateur d'acidité et porte le numéro E368.